# Château de Ham-sur-Heure
Le château d'Ham-sur-Heure est situé dans le village belge d'Ham-sur-Heure (Région wallonne).

## Histoire
Les premières traces écrites connues attestant de la présence du château datent du XIIIe siècle, venant d'Isabeau de Morialmé, propriétaire du château. Il appartient ensuite successivement aux Condé (1209), aux Béthune (1230), Gui de Dampierre (1246), aux Condé (1259), aux Luxembourg, aux Fosseux, aux Bourgogne et aux d'Enghien (1441).
En 1473, le château passe à la Maison de Mérode, qui lui donne son aspect actuel et le conserve jusqu'en 1941. C'est, d'ailleurs, Léonie de Rochechouart de Mortemart, comtesse de Mérode, veuve du sénateur Louis Ghislain de Mérode qui effectuera la dernière grande restauration (1898 à 1900), elle y investit 2 millions de francs or. Le château passa alors par héritage à la famille d'Oultremont. En effet, Léonie de Mérode léguera le château à sa fille Victurnienne Renée de Mérode (1859-1941) et à son beau-fils Charles-Jean d'Oultremont dit John d'Oultremont (1848-1917), Grand-Maréchal de la cour, qui le donnera à son tour à son fils Guy et à sa belle fille Raymonde Vitali, comtesse d'Oultremont. À la mort de cette dernière, en 1952, ses héritiers le vendirent à la commune d'Ham-sur-Heure dont il devint le siège de l'administration communale. Connu localement comme 'château communal' il est resté après la réforme communale de 1977 le siège administratif de la nouvelle commune appelée désormais Ham-sur-Heure-Nalinnes.

## Le château

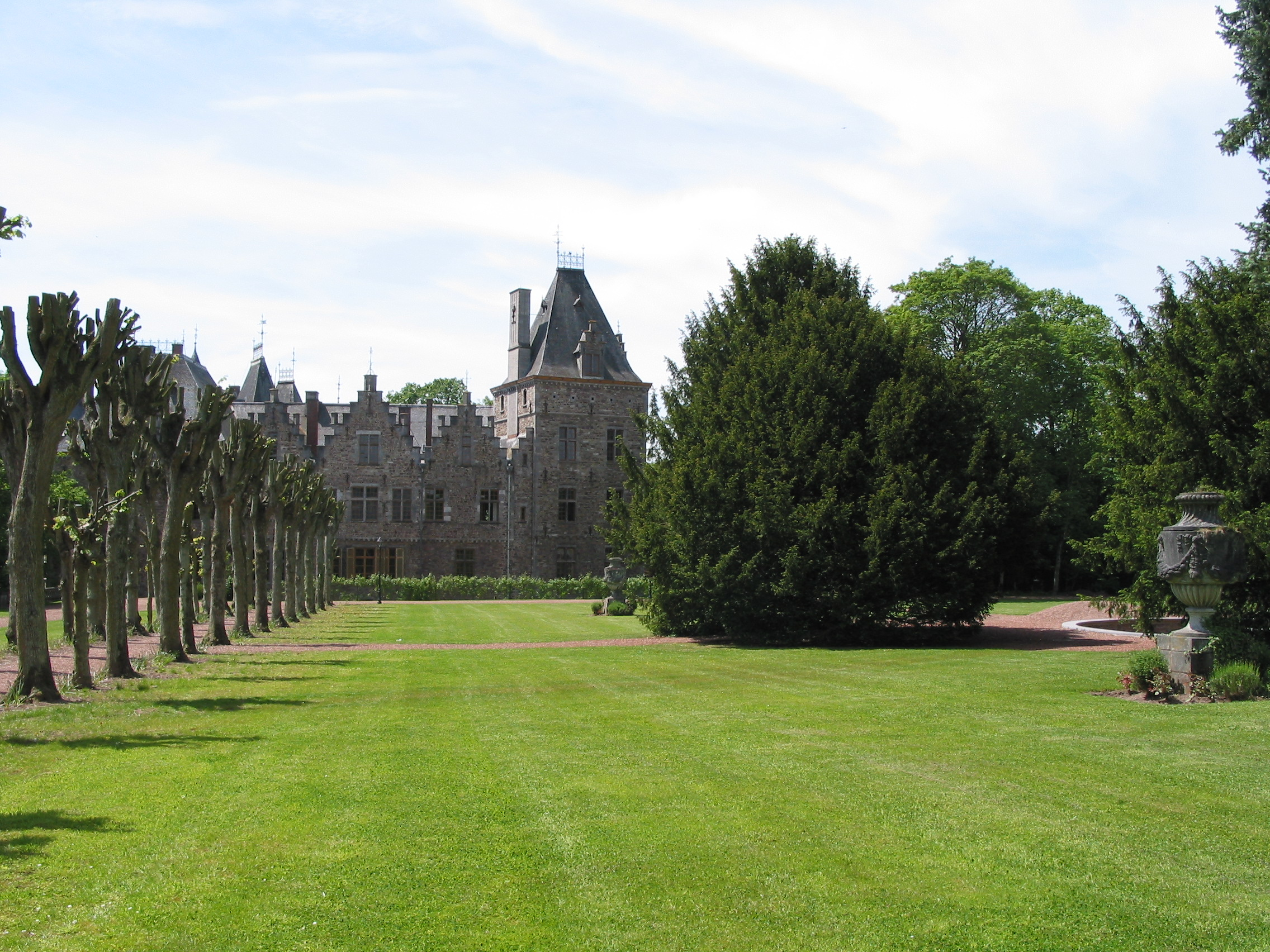
Parc du château et façade arrière.
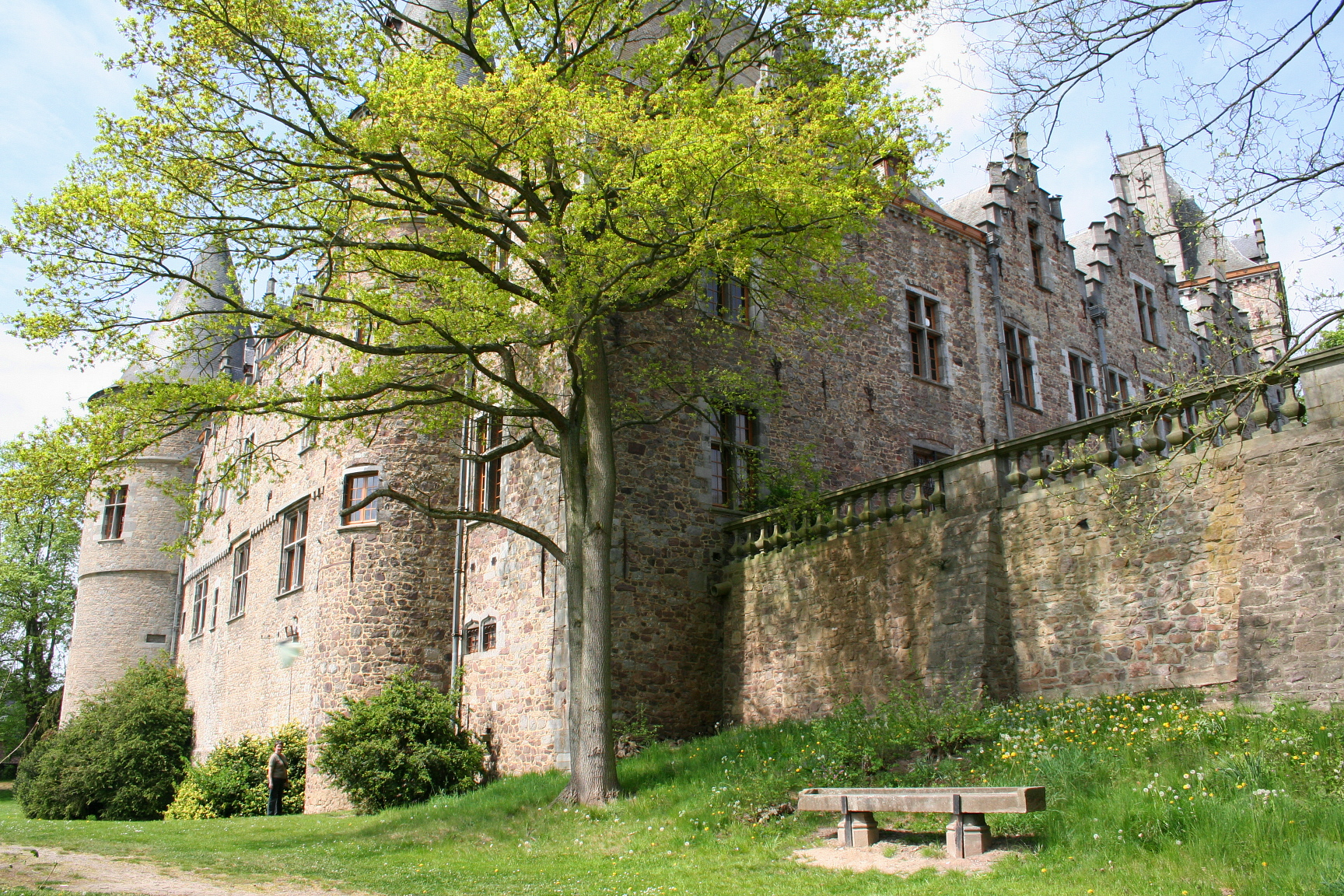
En contrebas du parc.
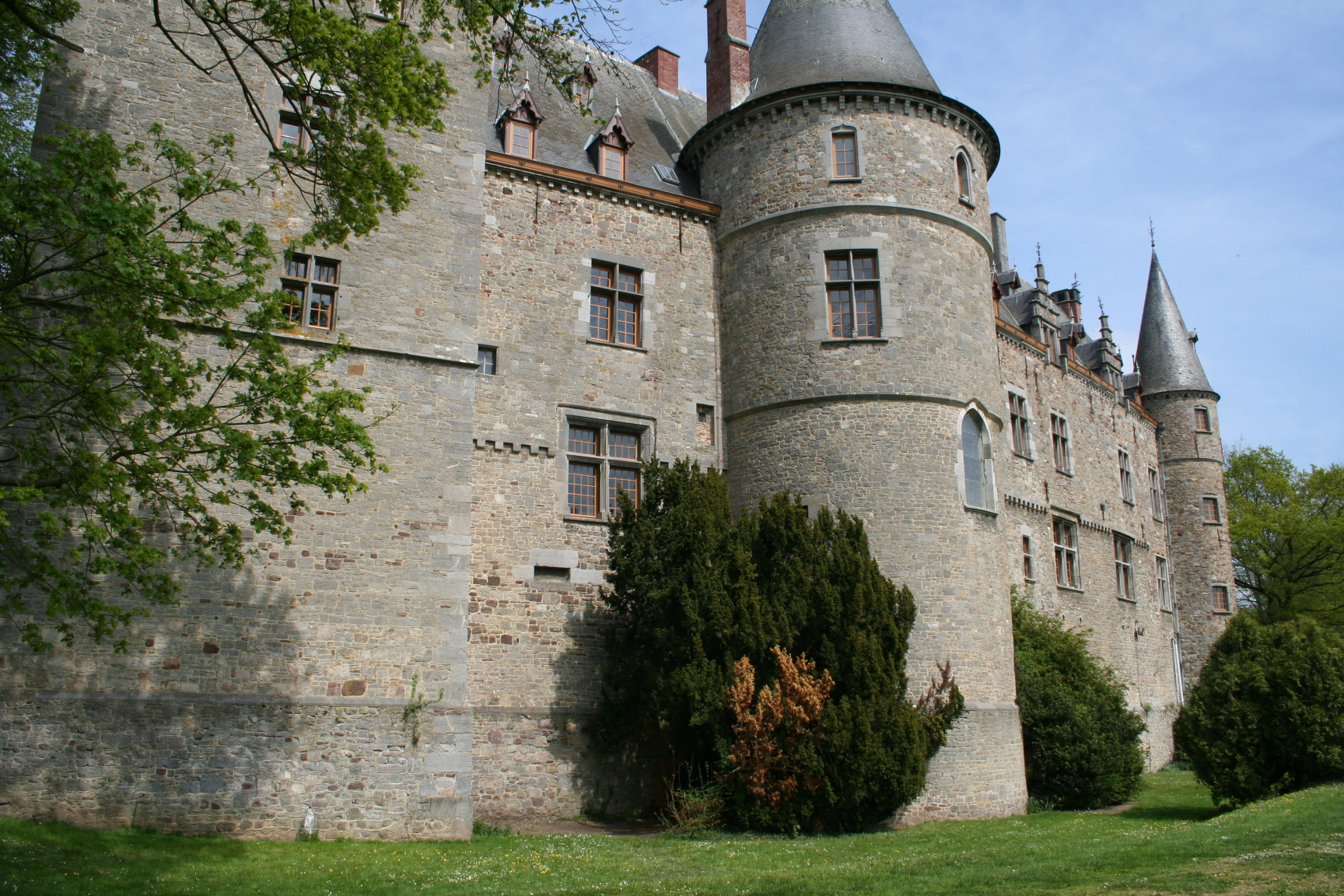
Façade arrière.
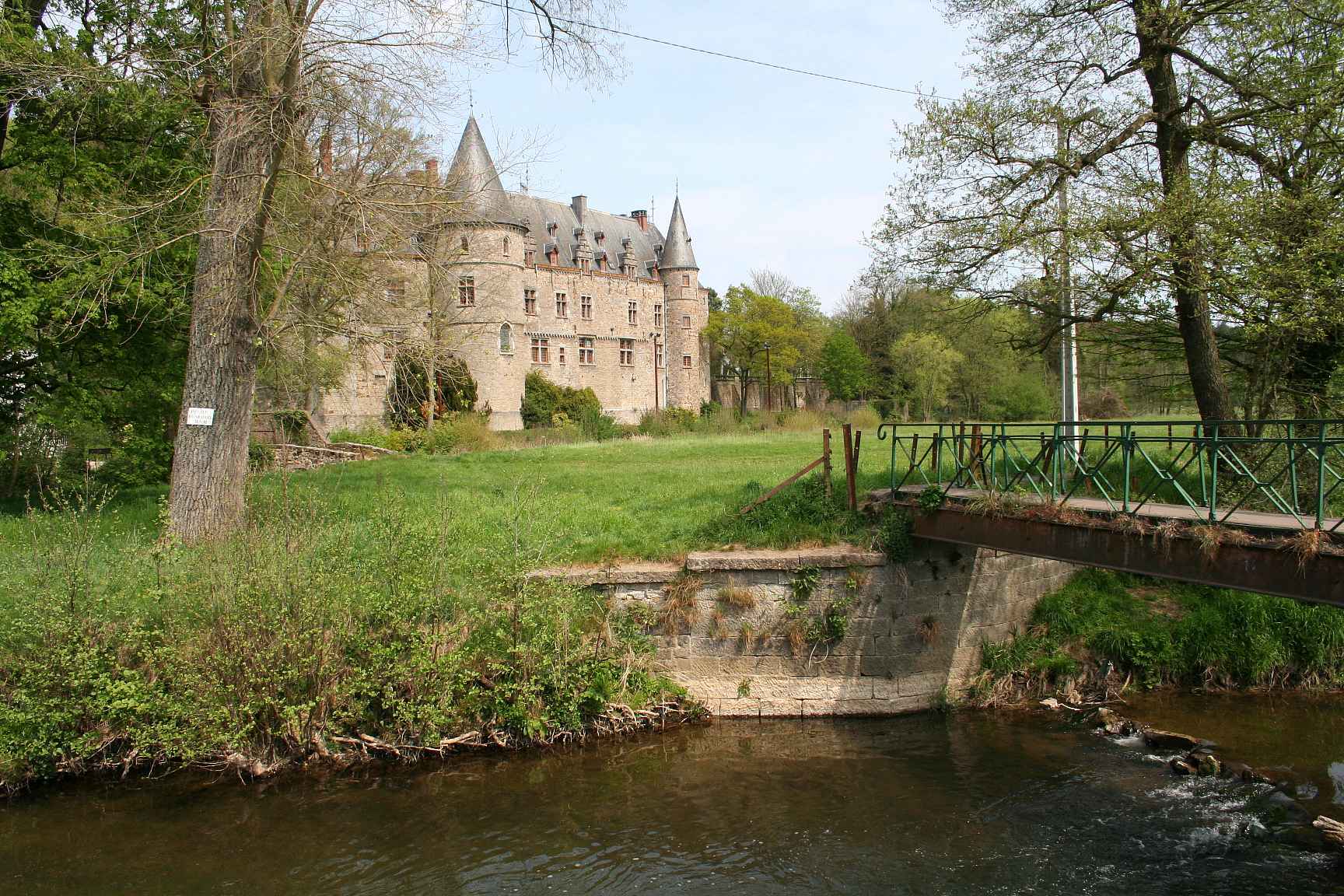
Façade arrière et vue de l'Eau-d'Heure.
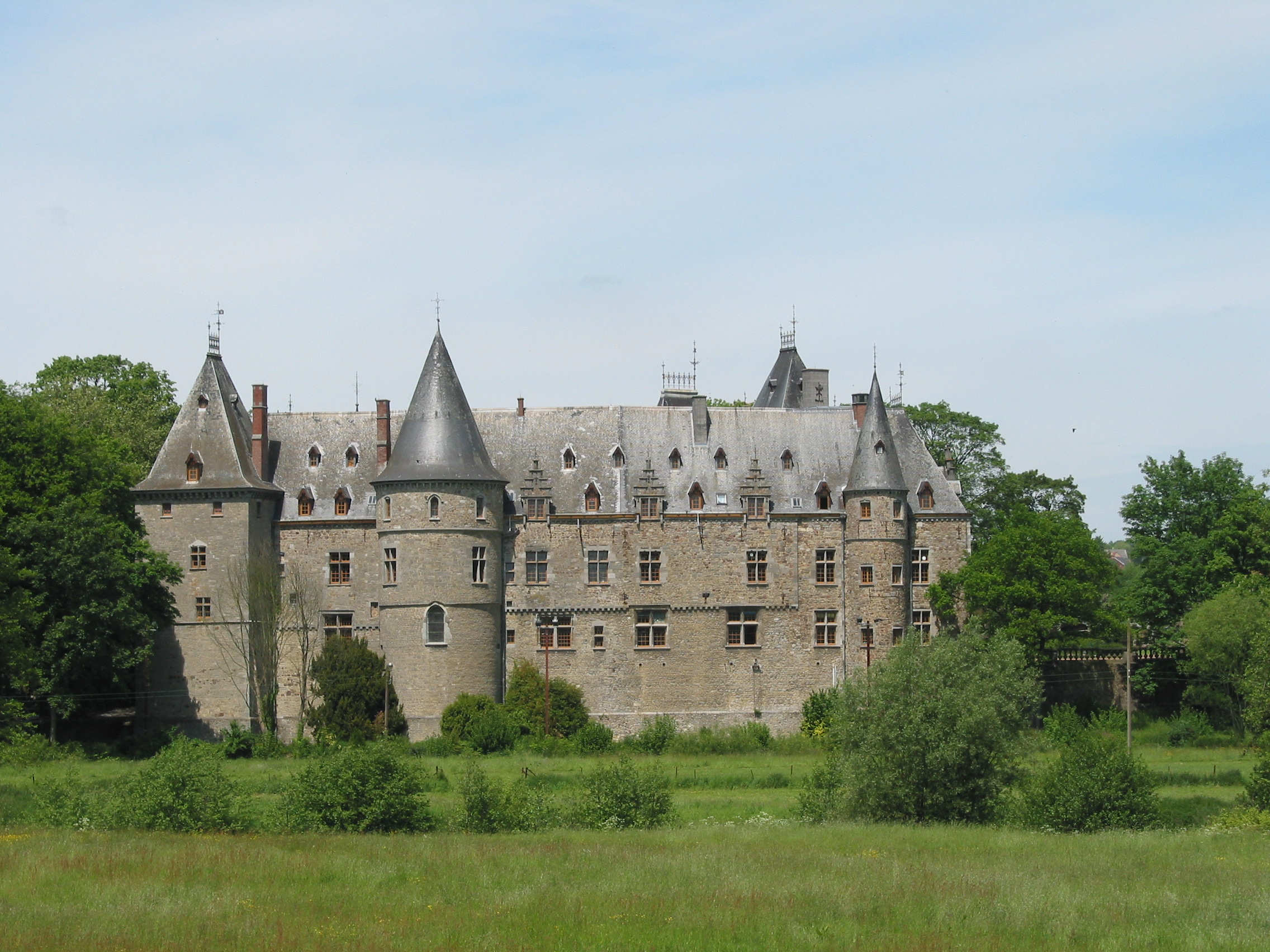
Façade arrière vue des prairies.